# Аккадия (Апулия)
Аккадия (итал. Accadia) — город в Италии, расположен в регионе Апулия, подчинён административному центру Фоджа (провинция).
Население составляет 2678 человек, плотность населения составляет 89 чел./км². Занимает площадь 30 км². Почтовый индекс — 71021. Телефонный код — 00881.
Покровителем города почитается святой Себастьян. Праздник города ежегодно празднуется 20 января.